# Clarion Science Fiction Writers’ Workshop
Der Clarion Science Fiction Writers’ Workshop oder oft kurz Clarion Workshop ist ein renommierter, jährlich stattfindender sechswöchiger Lehrgang für angehende professionelle Autoren in den Bereichen der Science-Fiction- und Fantasyliteratur.

## Geschichte
Der Workshop entstand 1968 als eine Art Ausgründung von Damon Knights Milford Writers’ Conference. Initiator war der SF-Autor und -Herausgeber Robin Scott Wilson. Zu den ersten Dozenten zählte neben Knight auch Kate Wilhelm. Bis 1971 fand der Kurs am Clarion State College in Pennsylvania statt, danach an der Michigan State University in East Lansing. Seit 2007 wird der Workshop an der University of California, San Diego abgehalten.
Die Teilnahme erfolgt aufgrund einer kostenpflichtigen Bewerbung, zu der zwei vorzulegende Kurzgeschichten gehören. Aus den vorliegenden Bewerbungen wählt ein Komitee jährlich 18 Teilnehmer aus. Das Komitee besteht aus den Stammdozenten (2018 waren das Kelly Link und Gavin J. Grant), einem Vertreter der Universität und einem Vertreter der Clarion Foundation. Vorsitzende des Stiftungsrats ist seit 2007 Karen Joy Fowler.
Aufgrund der beschränkten Teilnehmerzahl, des Auswahlprozesses, des Rufs der im Genre oft hoch geachteten Dozenten und vor allem aufgrund des Umstands, dass ein erheblicher Teil der Teilnehmer der bisherigen Workshops inzwischen zu anerkannten Autoren wurden, verleiht bereits die Teilnahme an einem Clarion-Workshop ein gewisses Prestige und wird auch regelmäßig in den Lebensläufen der Teilnehmer erwähnt.
Den 18 Teilnehmern stehen sechs Dozenten gegenüber, wobei jeder Dozent jeweils eine Woche des Kurses übernimmt. Zur Tradition der Clarion-Workshops gehört auch, dass die Dozenten häufig frühere Teilnehmer sind, die ihre Erfahrungen nun an die Nachfolgenden weitergeben.
Organisatorisch unabhängig, aber den Prinzipien der Clarion-Workshops verpflichtet und das auch im Namen abbildend, sind der seit 1971 an der Westküste der USA stattfindende Clarion West Writers’ Workshop, sowie der an der Griffith University in Brisbane, Australien abgehaltene Clarion South Writers’ Workshop, der 2004, 2005, 2007 und 2009 stattfand, nun aber nicht mehr fortgesetzt wird.
Da der ursprüngliche Clarion-Workshop inzwischen auch an der Westküste stattfindet, spricht man zur Unterscheidung von Clarion West auch von Clarion in San Diego. Die vor 2007 an der Ostküste abgehaltenen Workshops werden auch als Clarion East bezeichnet. 

## Teilnehmer und Dozenten
Die folgende Liste enthält eine Auswahl der inzwischen als Schriftsteller hervorgetretenen Clarion-Teilnehmer:
Barth Anderson (1998),
Mishell Baker (2009),
Christopher Barzak (1998),
Adam Bellow (1976),
Judith Berman (1994),
Mildred Downey Broxon (1972),
Michael A. Burstein (1994),
Edward Bryant (1968),
Tobias S. Buckell (1999),
Octavia E. Butler (1970),
Monica Byrne (2008),
Amy Sterling Casil (1984),
Ted Chiang (1989),
John Chu (2010),
Robert Crais (1975),
Glen Cook (1970),
Alan DeNiro (1998),
Cory Doctorow (1992),
Lara Elena Donnelly (2012),
George Alec Effinger (1970),
Kelley Eskridge (1988),
Nancy Etchemendy (1982),
Cynthia Felice (1976),
Gregory Frost (1975),
Theodora Goss (2001),
Gavin J. Grant (2000),
Daryl Gregory (1998),
Nicola Griffith (1988),
Eileen Gunn (1976),
Bill Henry (1997),
Nina Kiriki Hoffman (1982),
Nalo Hopkinson (1995),
Ron Horsley (2002),
Richard Kadrey (1978),
James Patrick Kelly (1974, 1976),
Peg Kerr (1988),
David Barr Kirtley (1999),
Geoffrey A. Landis (1985),
Kelly Link (1995),
Will Ludwigsen (2006),
Vonda McIntyre (1970),
Laura Mixon (1981),
Pat Murphy (1978),
Nnedi Okorafor (2001),
Tim Pratt (1999),
David Prill (1989),
Michael Reaves (1972),
Shauna S. Roberts (2009),
Kim Stanley Robinson (1975),
Michaela Roessner (1980),
Kristine Kathryn Rusch (1985),
Richard Paul Russo (1983),
Sara Ryan (1991),
Al Sarrantonio (1974),
Carter Scholz (1973),
Darrell Schweitzer (1973),
Lucius Shepard (1980),
William Shunn (1985),
Dean Wesley Smith (1992),
Lucy A. Snyder (1995),
Martha Soukup (1985),
Bruce Sterling (1974),
Karina Sumner-Smith (2001),
James Sutherland (1969),
Robert Thurston (1968, 1970),
Mark Tiedemann (1988),
Karin Tidbeck (2010),
Karen Traviss (2000),
Ian Tregillis (2005),
Mary Turzillo (1985),
Lisa Tuttle (1971),
Jeff Vandermeer (1992),
Leslie What (1976),
David Wise (1971).
Dozenten der Clarion-Workshops waren unter anderen die folgenden Autoren (mit einem * gekennzeichnet sind Dozenten, die zuvor Clarion-Teilnehmer waren):
Saladin Ahmed,
Eleanor Arnason,
Steven Barnes,
Christopher Barzak*,
Elizabeth Bear,
Michael Bishop,
Terry Bisson,
Holly Black,
Ben Bova,
Edward Bryant*,
Algis Budrys,
Octavia Butler*,
Orson Scott Card,
Suzy McKee Charnas,
Ted Chiang*,
Cassandra Clare,
Robert Crais*,
Ellen Datlow,
Samuel R. Delany,
Gordon R. Dickson,
Thomas Disch,
Cory Doctorow*,
Gardner Dozois,
Tananarive Due,
Andy Duncan*,
David Anthony Durham,
Scott Edelman,
Phyllis Eisenstein,
Harlan Ellison,
Carol Emshwiller,
Charles Coleman Finlay,
Jeffrey Ford,
Karen Joy Fowler,
James Frenkel,
Gregory Frost*,
Neil Gaiman,
Lisa Goldstein,
Martin Greenberg,
Joe Haldeman,
Elizabeth Hand,
Harry Harrison,
Patrick Nielsen Hayden,
Nina Kiriki Hoffman,
Nalo Hopkinson*,
N.K. Jemisin,
K.W. Jeter,
Kij Johnson*,
Gwyneth Jones,
James Patrick Kelly*,
John Kessel,
Damon Knight,
Nancy Kress,
Michael Kube-McDowell,
Ellen Kushner,
Larissa Lai,
Margo Lanagan*,
Geoffrey A. Landis*,
Victor LaValle,
Fritz Leiber,
Jonathan Lethem,
Kelly Link*,
Elizabeth A. Lynn,
George R. R. Martin,
Shawna McCarthy,
Maureen McHugh,
Judith Merril,
Kim Mohan,
Mary Anne Mohanraj*,
James Morrow,
Pat Murphy*,
Paul Park,
Frederick Pohl,
Tim Powers,
Marta Randall,
Kit Reed,
Mike Resnick,
Kim Stanley Robinson*,
Spider Robinson,
Kristine Kathryn Rusch*,
Joanna Russ,
Richard Paul Russo,
Geoff Ryman,
John Scalzi,
Lucius Shepard*,
Delia Sherman,
Dean Wesley Smith,
Norman Spinrad,
Sean Stewart,
Theodore Sturgeon,
Michael Swanwick,
Judith Tarr,
Robert Thurston*,
Mary Turzillo*,
Catherynne Valente,
Gordon Van Gelder*,
Ann VanderMeer,
Jeff VanderMeer,
Joan Vinge,
Howard Waldrop,
Leslie What*,
Kate Wilhelm,
Sheila Williams,
Walter Jon Williams,
Connie Willis,
Robin Scott Wilson,
Gene Wolfe,
Patricia Wrede,
Glenn Wright.

## Anthologien
- Robin Scott Wilson (Hrsg.): Clarion: An Anthology of Speculative Fiction and Criticism from the Clarion Writers' Workshop. New American Library/Signet Books, New York 1971.
- Robin Scott Wilson (Hrsg.): Clarion II: An Anthology of Speculative Fiction and Criticism. New American Library/Signet Books, New York 1972.
- Robin Scott Wilson (Hrsg.): Clarion III: An Anthology of Speculative Fiction and Criticism. New American Library/Signet Books, New York 1973.
- Kate Wilhelm (Hrsg.): Clarion SF. Berkley Medallion, New York 1977.
- Damon Knight (Hrsg.): The Clarion Awards. Doubleday, Garden City, New York 1984.